# Eddie Castrodad
Eddie Castrodad (16 novembre 1970) è un attore statunitense.
È attivo in campo televisivo, teatrale e cinematografico. Ha recitato in due commedie a Broadway, nel 1986 e nel 1996.

## Filmografia

### Cinema
- Walls of Glass, regia di Scott D. Goldstein (1985)
- Amici, complici, amanti (Torch Song Trilogy), regia di Paul Bogart (1988)

### Televisione
- Miami Vice - serie TV, 1 episodio (1985)
- Saranno famosi (Fame) - serie TV, 1 episodio (1985)
- Sesamo apriti (Sesame Street) - serie TV, 8 episodi (1985-1988)
- ABC Afterschool Specials - serie TV, 1 episodio (1986)
- Dads - serie TV, 9 episodi (1986-1987)
- I Robinson (The Cosby Show) - serie TV, 2 episodi (1988)
- L'ultimo treno per Kathmandu (The Night Train to Kathmandu), regia di Robert Wiemer - film TV (1988)
- Kate e Allie (Kate & Allie) - serie TV, 1 episodio (1988)
- Il mostro di Los Angeles - film TV (1989)
- Pranzo alle otto - film TV (1989)

### Doppiatore
- The Comic Strips - cartoni, 1 episodio (1986)

## Doppiatori italiani
- Fabrizio Manfredi in Amici, complici, amanti